# 張衍魯
张衍鲁（1797年—1867年），字步曾，山东沾化县大高镇河沟张村人。清朝军事将领。
张衍鲁出身普通农家。其父嗜读书，然而屡试不中，遂改习医。二叔父皆为武庠生。张衍鲁与弟张衍熙受到当地尚武风气影响，弃文就武。道光九年（1829年），张衍鲁中式武进士，后张衍熙亦中式道光二十年（1840年）武进士。张衍鲁以守备用，历官湖北都司，封昭武都尉。